# Tilmouni
Tilmouni là một đô thị thuộc tỉnh Sidi Bel Abbès, Algérie. Dân số thời điểm năm 2002 là 7.154 người.